# Hippobromus
Hippobromus é um género botânico pertencente à família Sapindaceae.

## Espécies
- Hippobromus alatus
- Hippobromus apetalus
- Hippobromus pauciflorus

1. ↑  «Hippobromus — World Flora Online». www.worldfloraonline.org. Consultado em 19 de agosto de 2020